# Рыбин, Виктор Викторович
Ви́ктор Ви́кторович Ры́бин (род. 21 августа 1962, Долгопрудный, Московская область, СССР) — советский и российский певец, композитор. Солист и лидер популярной группы «Дюна».

## Биография
Отец — Виктор Григорьевич Рыбин (1937—1970), был рабочим, мать — Галина Михайловна Комлева (1941—2011) была воспитательницей в детском саду.
Когда Вите было 7 лет, при трагических обстоятельствах из жизни ушёл его отец. Мать воспитала сына одна.
Был исключён из комсомола за пьянство.
Окончил школу мичманов в Северодвинске по специальности «Техник по эксплуатации корабельных установок». Срочную службу проходил в Военно-морском флоте, на подводной лодке, где отвечал за эксплуатацию ядерного реактора. Водная стихия — ещё одна страсть Виктора, помимо музыки. У него в собственности несколько теплоходов. Позже он также получил образование в Московском государственном институте культуры, в котором учился на факультете социологии.
В подростковом возрасте взял в руки гитару и стал играть в ансамбле.
В 1987 году стал участником группы «Дюна», которую основал его школьный друг Сергей Катин, игравший на бас-гитаре. Первоначально группа исполняла рок. В группе также играли гитарист Дмитрий Четвергов и барабанщик Андрей Шатуновский. Однако в 1988 году они покидают группу.
Рыбин с Катиным образовали дуэт, который приобрёл большую популярность, и ввёл группу в Московскую областную филармонию. В течение года они выступали вместе с Александром Серовым и Павлом Смеяном.
В 1989 году песня «Страна Лимония» попала в хит-парады и звучала по всей стране целый год. Именно в тот момент произошёл всплеск популярности группы «Дюна».
«Страна Лимония» была удачным началом. «Дюна» заняла прочные позиции в популярной музыке и быстро стала известным ансамблем. Созданный Катиным и Рыбиным яркий смешной образ весельчака в панамке, исполняющего незамысловатые песни, нашёл отклик у зрителей и слушателей. Сам артист называл стиль группы поп-фолком. Потом появились «Море пива», «Коммунальная квартира», «Привет с большого Бодуна» и другие песни, которые сделали группу популярной.
В 1992 году Катин покинул группу, и Рыбин остался единственным лидером в коллективе.
Группа «Дюна» продолжает записывать новые песни и выступать с концертами. Кроме того, популярностью у слушателей пользуется дуэт с его женой певицей Натальей Сенчуковой.
В 2008 году стал сторонником партии «Единая Россия».
В 2017 году группа «Дюна» отметила 30-летие двумя концертами в клубе «Yota Space»
Предпочитает вести здоровый образ жизни, занимается спортом и следит за своим питанием. Имеет 5-й дан карате и является президентом Федерации детского карате.

## Санкции
21 августа 2022 года, во время российского нападения на Украину, участвовал в праздничном концерте, посвященному дню флага России, который проводился в оккупированном российскими войсками Херсоне. 7 января 2023 года был внесён в санкционный список Украины, так как «публично распространяет нарративы в соответствии с кремлёвской пропагандой для целей оправдания действий России» и за «активную поддержку агрессивной политики путинского режима».

## Личная жизнь
- Первая жена — Екатерина (род. 1964). Поженились в 1982 году.
- Вторая жена — Елена Шведова[7]. Поженились в 1985 году. Официально долго не разводились, хотя и не жили вместе.
  - дочь Мария Викторовна Рыбина (род.1990) окончила юридический факультет Московского института экономики, политики и права.
- Третья жена Наталья Сенчукова, поют дуэтом, познакомились в 1990 году, поженились в 1998 году[8][9][10][11]
  - Сын — Василий Рыбин (род. 12 февраля 1999) занимается карате[12], учится во МГИКе на режиссёра театральных представлений, участник группы KODI, ударник, бэк-вокалист[13][14].

## Фильмография
1. 1979 — Радио Маяк (1 серия) — Веня
2. 1980 — Радио Маяк (2 серия) — Веня
3. 1995 — «Старые песни о главном» — животновод.
4. 1996 — «Старые песни о главном 2» — таксист-фронтовик.
5. 1997 — «Старые песни о главном 3» — 3-й из хоккейной тройки.
6. 2001—2002 — «Кышкин дом» — музыкант, рэпер.
7. 2013 — «Реальные пацаны» (3 сезон) — житель Рублёвки (камео).

## Награды
- Благодарность Президента Российской Федерации (8 ноября 2023 года) — за заслуги в развитии отечественной культуры и искусства[15].